# Henryk Korab-Janiewicz
Henryk Marceli Korab-Janiewicz (ur. 16 stycznia 1897 w Warszawie, zm. 11 sierpnia 1971 w Short Hills) – polski handlowiec, działacz społeczny, historyk i trzykrotny prezes Instytutu Józefa Piłsudskiego w Ameryce.

## Życiorys
Urodził się 16 stycznia 1897 w Warszawie. Od 1911 był zaangażowany w harcerstwo, działał w Związku Strzeleckim, potem w Polskiej Organizacji Wojskowej. W 1915 został aresztowany przez Rosjan i wywieziony w głąb Rosji na Syberię. Wskutek starań adwokata Aleksandra Lednickiego został przeniesiony w pobliże Moskwy, skąd zbiegł, a następnie podjął ponownie pracę w POW.
Do Polski powrócił w 1919 i otrzymał skierowanie do Szkoły Podchorążych Gospodarczych. Uczestniczył w wojnie polsko-bolszewickiej jako żołnierz 1 Pułku Szwoleżerów Józefa Piłsudskiego. W okresie pokoju ukończył studia w Wyższej Szkole Handlowej w Warszawie i pracował jako dyrektor w Międzynarodowym Handlowo-Komisowym Towarzystwie „Metokko” i Polskiej Krajowej Kasie Pożyczkowej. Został awansowany na stopień podporucznika rezerwy administracji ze starszeństwem z dniem 1 lipca 1925 i w 1934 pozostawał wówczas w ewidencji Powiatowej Komendy Uzupełnień Warszawa Miasto III.
W 1924 wyjechał na studia do Paryża gdzie pracował w Towarzystwie Opieki Polskiej nad Emigrantami we Francji jako jeden z sekretarzy generalnych. W 1928 wyjechał do Stanów Zjednoczonych i osiedlił się w stanie New Jersey. Uruchomił firmę Ampol Film Co., pracował w redakcji „Dziennika dla Wszystkich”. W 1935 uruchomił wytwórnię wyrobów mięsnych „Pasco” i jednocześnie zainicjował powołanie Ligi Morskiej i Kolonialnej w Buffalo.
W 1940 został wybrany prezesem Rady Polonii Amerykańskiej na stan New Jersey. Od 1947 był członkiem Instytutu Piłsudskiego, od 1955 z przerwami do 1969 prezesem Instytutu (wybrany ponownie 19 marca 1957). W dniu 25 września, 1962 otrzymał członkostwo honorowe Instytutu. Był darczyńcą Instytutu Piłsudskiego. Zmarł w Short Hills 11 sierpnia 1971.